# Юнгманова площадь
Юнгманова площадь (Юнгманнова площадь, площадь Юнгманна, чеш. Jungmannovo náměstí) располагается в центре Праги, в округе Прага-1 и в историческом районе Нове-Место.

## История
Контуры нынешней площади существовали уже в Средние века, они располагались за пределами крепостных стен Старе-Место и носили название "На песке" или "На песках". В период с 1347 по 1397 здесь по указу императора Карла IV возводились монастырь кармелитов и храм Девы Марии Снежной. Храм, однако, из-за гуситских войн так никогда и не был достроен до конца: нынешнее его здание, согласно первоначальному замыслу, должно было быть всего лишь пресвитерием. Его начали строить день спустял после восхождения Карла IV на престол, в будущем он должен был служить в качестве коронационного храма. Площадь в те времена была известна как "площадь напротив храма Девы Марии Снежной" или "площадь Девы Марии Снежной". 
Во времена гуситов здесь проповедовал Ян Желивский; 30 июля 1419 года именно отсюда толпа, воспламенённая его проповедью, отправилась к ратуше Нове-Место с требованием освободить заключенных по религиозным причинам узников, что привело к Первой пражской дефенестрации. В результате гуситских войн комплекс из монастыря и храма опустел. Лишь в 1606 году сюда приходят францисканцы. В их честь площадь в XIX веке называлась "Площадью францисканцев" или "Францисканской площадью".